# A Note of Triumph: The Golden Age of Norman Corwin
A Note of Triumph: The Golden Age of Norman Corwin ist ein US-amerikanischer Dokumentarfilm aus dem Jahr 2005.

## Handlung
Der Film ist eine Kurzbiografie des Autors und Journalisten Norman Corwin (1910–2011), der besonders am 8. Mai 1945 mit seiner Radiosendung On a Not of Triumph zum Kriegsende in Europa bekannt wurde. Es werden Zeitgenossen und Menschen interviewt, die mit Corwin zusammengearbeitet haben, u. a. Walter Cronkite, Robert Altman und Studs Terkel.

## Auszeichnungen
2006 wurde der Film in der Kategorie Bester Dokumentar-Kurzfilm mit dem Oscar ausgezeichnet.

## Hintergrund
Der Film hatte seine Premiere am 19. August 2006 in Los Angeles.